# Мадеира (река)
Мадеира (порт. Rio Madeira) река је у западном Бразилу, највећа десна притока Амазона.  Настаје спајањем река Маморе и Бени са територије Боливије. Мадеира је са изворним краком Маморе дуга 3.380 km (без њега 1.450 km (900 mi)). Мадеира протиче кроз подручје тропских прашума (селвас). Генерални правац тока је према североистоку. Улива се у Амазон 145 km источно од Манауса. Пловна је око 1100 km узводно од ушћа.
Мадеира је највећа притока Амазона и чини око 15% воде у сливу. Мапа Емануела Боуена из 1747. године, коју садржи Збирка мапа Дејвида Рамзија, односи се на Мадеиру под претколонијалним, аутохтоним именом Кујари.
Реку Кујари, коју португалски називају Мадеира или река Вуд, формирају две велике реке, које се спајају близу њеног ушћа. Уз ову реку, нација Топинамбес је прешла у реку Амазон.

## Курс
Између Гуахара-Мирим и водопада Теотонио, Мадеира прима дренажу североисточних падина Анда од Санта Круз де ла Сијера до Куска, целе југозападне падине бразилског Мато Гроса и северне падине Чиквитос ланца. Укупно ово подручје слива, које је нешто више од укупне површине свих изворишта, износи 850.000 km2 (330.000 sq mi), те је скоро једнако по површини као Француска и Шпанија заједно. Воде се у Мадеиру уливају из многих великих река, од којих су главне (од истока ка западу) Гуапоре или Итенез, Баурес и Бланко, Итонамас или Сан Мигуел, Маморе, Бени и Мадре де Диос или Мајутата, који су сви појачани бројним секундарним, али моћним притокама. Клима горњег слива варира од влажне на западној ивици са пореклом главног стабла реке по запремини (Рио Мадре де Диос, Рио Бени) до полусушне у најјужнијем делу са Андинским изворима главног стабла по дужини (Рио Кејн, Рио Роча, Рио Гранде, Маморе).
Резерват одрживог развоја Рио Мадеира површине 283.117 ha (2.800 km2; 1.100 sq mi), створен 2006. године, и простире се дуж северне обале реке насупрот града Ново Арипуана. На његовом ушћу је Илха Тупинамбаранас, пространо мочварно подручје које формирају рукавци Мадеире.

## Пловност
Током кишне сезоне водостај се повећа за више од 15 m (50 ft) и океански бродови могу да плове узводно до Сан Антонио водопада, који су око 1.070 km (660 mi) пре ушћа у реку Амазон. За време сушних месеци, од јуна до новембра, пловна је на истој дужини за мале бродове.
Мадеира-Маморе је један од најфреквентнијих водених потева у басену Амазона. Њиме се траспортује око 4 килиона тона житарица годишње, помоћу баржи у Порто Вељу, при чему Каргил и Амажи имају утоварне капацитете, а затим се отпремају низ Мадеиру до лука Итакоатијара, близу ушћа Мадеире, узводно на левој обали Амазона, или даље низ Амазон, до луке Сантарем, на ушћу реке Тапајос. Из ове две луке, бродови типа Панамакс затим извозе житарице - углавном соју и кукуруз - у Европу и Азију. Пловни пут Мадеире се такође користи за одвођење горива из рафинерије REMAN (Петробрас) у Манаусу, главном граду државе Амазонас, до Порто Веља, одакле се државе Акра, Рондонија и делови Мато Гроса снабдевају углавном бензином рафинисаним у Манаусу. Теретне барже такође користе Мадеиру на рути између Манауса и Порто Веља, која је 1.225 km (760 mi) дуж Рио Негра, Амазона и Мадеире, повезујући Манаусов индустријски округ са остатком Бразила, пошто је Манаус затворен копном што се тиче логистике са остатком земље, да се делом унесу сировине и извезу производи у главне потрошачке центре Сао Пауло и Рио де Жанеиро. У 2012. години превезена количина терета је износила 287.835 тона (у оба смера). Укупна тонажа отпремљена 2012. на Мадеири износила је 5.076.014.
Две велике бране (погледајте испод) су у изградњи као део пројекта регионалне интеграције IIRSA. Пројекти брана укључују велике бране за бродове које могу да померају океанска пловила између вештачког резервоара и низводне реке. Ако пројекат буде завршен, „више од 4.000 km [2.500 mi] пловних путева узводно од брана у Бразилу, Боливији и Перуу би постало пловно.“

## Бране
У јулу 2007. године, бразилска влада одобрила је пројекте изградње две хидроелектране на реци Мадеира, Сан Антонио код Порто Веља и Жиру око 100 km узводно. Обе бране су проточног типа, што значи да немају класичну акумулацију. Пројектима је било предвиђено да хидроцентрале имају и систем за заштиту екосистема и живог света, нарочито рибљег фонда. Као последица тога, сугерисано је да није било снажног противљења са становишта животне средине имплементацији комплекса реке Мадеире. Ипак, ако рибље мердевине не буду ефективне, „неколико вредних миграторних врста риба могле бити доведене скоро нестанка као резултат брана на Мадеири.“ Такође постоји забринутост због крчења шума и притиска на заштићена подручја и територије аутохтоних народа. Институт Ворлдвач је такође критиковао убрзани процес одобравања за изградњу „мањих брана са мањим акумулацијама, дизајнираних да смање друштвене и еколошке утицаје”, тврдећи да ниједан пројекат не би требало „да убрза лиценцирање нових брана у Амазонији и да дозволи пројектима да се заобиђу оштри бразилски закони о заштити животне средине“.

## Клима и протицај
Средња количина падавина у басену реке Мадеире између 750 и 3000 mm, док горњи део слива прима 1700 милиметара. Минимум падавина износио је 490, а максимум 7000 милиметара. Мадеира је једна од водом најбогатијих река света, са протицајем од 18.000 m³ по секунди (536 km³/год).
Са Боливијских Анда отиче око 132 km³/год воде, што је 25% укупног отицања у горњем делу слива. Близу ушћа у Амазон, отицај се повећава на чак 31.200 m³ по секунди. На току према Амазону, просек пражњења Мадеире се повећава чак до 31.200 m³ у секунди.

## Екологија
Као типична амазонска река са извором у Андима, Мадеира је замућена због високог нивоа наноса, али неке од њених притока су веома бистре (на пример, Арипуана и Жи-Парана). У горњем делу тока живи боливијски речни делфин (Inia geoffrensis boliviensis), поврста амазонског делфина. Процењено је да постоји више од 900 врста риба сливу реке Мадеире, што је чини једнимод највећих слатководних система на свету са највише врста.